# Завод Михайловский
Завод Михайловский — село в Пермском крае России. Входит в Чайковский городской округ.

## Географическое положение
Село расположено в восточной части Чайковского городского округа на расстоянии примерно 18 километров к югу от села Фоки.

## Население
| 1926 | 1934 | 2002 | 2007 | 2010 |
| ---- | ---- | ---- | ---- | ---- |
| 651  | ↘500 | ↘232 | ↗287 | ↘173 |

Постоянное население в 2002 году 232 человека (93 % — русские), в 2010 — 173 человека.

## История
Основано в 1827—1828 годах пермским чиновником Михаилом Гавриловичем Сведомским, дедом художников Павла и Александра Сведомских. Названо в честь основателя . Основатель построил здесь винокуренный завод. Наряду с выгонкой спирта на заводе организована была выработка смолы, дегтя, выжиг древесного угля, выработка поташа, уксусного порошка, лесопиление и проч. В 1842 году построена  каменная Михайло-Черниговская церковь. В 1870 году завод сгорел и отстроился вновь в 1873 году. 
В конце 1920-х — начале 1930-х годов бывший завод Михайловский учитывался как городской населённый пункт Фокинского района.
В 1946 году завод был перебазирован на станцию Амзя, на месте завода организована МТС, закрытая в 1958 году. С ликвидацией МТС население села сократилось. В 1983 году организовано подсобное хозяйство Чайковского КШТ. 
С 2004 по 2018 гг. село входило в Фокинское сельское поселение Чайковского муниципального района.

## Климат
Климат континентальный, с холодной продолжительной зимой и теплым коротким летом. Средняя годовая температура воздуха составляет 1,8о. Самым теплым месяцем является июль (18,2о), самым холодным  - январь (-14,7о), абсолютный максимум достигает 38о, абсолютный минимум  -49о. Снежный покров устанавливается в первой декаде ноября, максимальной высоты 44-45 см достигает во второй – третьей декадах марта и полностью оттаивает к концу апреля. Последние весенние заморозки приходятся в среднем на 22 мая, а первые осенние – на 19 сентября. Продолжительность безморозного периода составляет 119 дней..